# Олимпик (национальный парк)
Национа́льный парк «Оли́мпик» (англ. Olympic National Park) — природоохранная зона, расположенная на северо-западе штата Вашингтон, на полуострове Олимпик, США. Основан в 1938 году. Национальный парк знаменит разнообразием биологических видов. Благодаря длительной изоляции полуострова от обширных материковых пространств здесь сформировалась своеобразная флора и фауна. До сих пор здесь встречается 15 эндемичных видов животных и 8 эндемиков из царства растений.
Ещё одна отличительная черта парка — это разнообразие растительных сообществ на сравнительно небольшой территории (3735 км²). На территории парка — озёра, девственные леса, альпийские луга, более 60 ледников, места обитания диких животных, участок побережья Тихого океана (в береговой части расположены пляжи и три индейских резервации), а в центральной части находятся горы Олимпик. Этот горный хребет, местами достигающий высоты 2400 метров, делит парк на западную и восточную части, и является определяющим фактором в различии климатических условий на западе и на востоке. В западной части парка произрастает дождевой лес и выпадает наибольшее в материковой части США количество осадков, а на восточном участке преобладает сравнительно сухой климат (на Западном побережье США сравнимый только с климатом южной Калифорнии).
В 1976 году парк стал Международным биосферным заповедником, а в 1981 году вошёл в список Всемирного наследия ЮНЕСКО.